# Know Your Meme
Know Your Meme(노우 유어 밈, KYM)은 위키 소프트웨어를 사용하여 다양한 인터넷 밈과 바이럴 비디오, 이미지 매크로, 캐치프레이즈, 인터넷 유명인 등의 온라인 현상을 문서화하는 웹 사이트 및 비디오 시리즈이다. 그것은 또한 문화를 상품화하기 때문에 연구를 통해 새롭고 변화하는 밈을 조사한다. 원래 Rocketboom이 제작한 이 웹사이트는 2011년 3월 치즈버거 네트워크에 인수되었으며 2016년에 리터럴리 미디어(Literally Media)에 인수되었다. Know Your Meme은 확인, 제출, 데드풀(거부되거나 불완전하게 문서화됨), 연구 및 인기 있는 밈에 대한 섹션이 포함된다.

## 같이 보기
- 섬싱 오풀
- 백괴사전
- 어번 딕셔너리